# Hunaudières

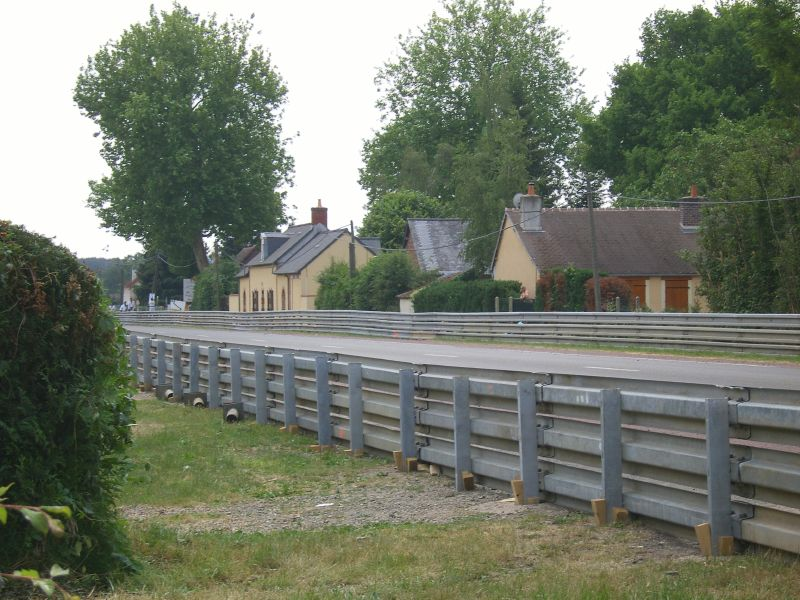
Un tratto dell'Hunaudières

L'Hunaudières, in francese "Ligne Droite des Hunaudières", è nel panorama dell'automobilismo sportivo uno fra i più famosi rettilinei al mondo, si tratta di una porzione non permanente del Circuit des 24 Heures du Mans, cioè uno dei tratti normalmente aperti alla circolazione stradale in quanto fa parte della Route Nationale 158/D338 che collega Le Mans alla città di Tours, con una lunghezza di 6,75 km è il più lungo rettilineo al mondo tra tutti i circuiti stradali. Nel mondo anglosassone è conosciuto anche come "Mulsanne Straight" ("rettilineo di Mulsanne"),  nome della località collegata da esso.

## Storia
L'asse della strada riprende molto probabilmente quello della via romana che collegava Le Mans a Tours, il lungo rettilineo ricorda il caratteristico stile di costruzione delle strade proprio degli architetti Romani.
Verso la fine dell'800 il rettilineo faceva parte di una pista ippica; nei primi anni del '900 fu utilizzata come pista di decollo da Wilbur Wright, pioniere della aviazione che aveva proprio nei paraggi la sua fabbrica di biplani.
Con la nascita del primo Gran Premio dell'automobilismo disputato a Le Mans nel 1906, e con la successiva istituzione della 24 Ore di Le Mans sull'onda del successo ottenuto, l'Hunaudières divenne parte integrante del nuovo circuit de la Sarthe.
Nelle prime edizioni ospitava le tribune ed era usato come zona di partenza e arrivo. Dal dopoguerra è divenuto famoso per le elevate velocità, sempre maggiori, che venivano raggiunte dalle vetture, e la sua storia è segnata da numerose tragedie.

## Descrizione

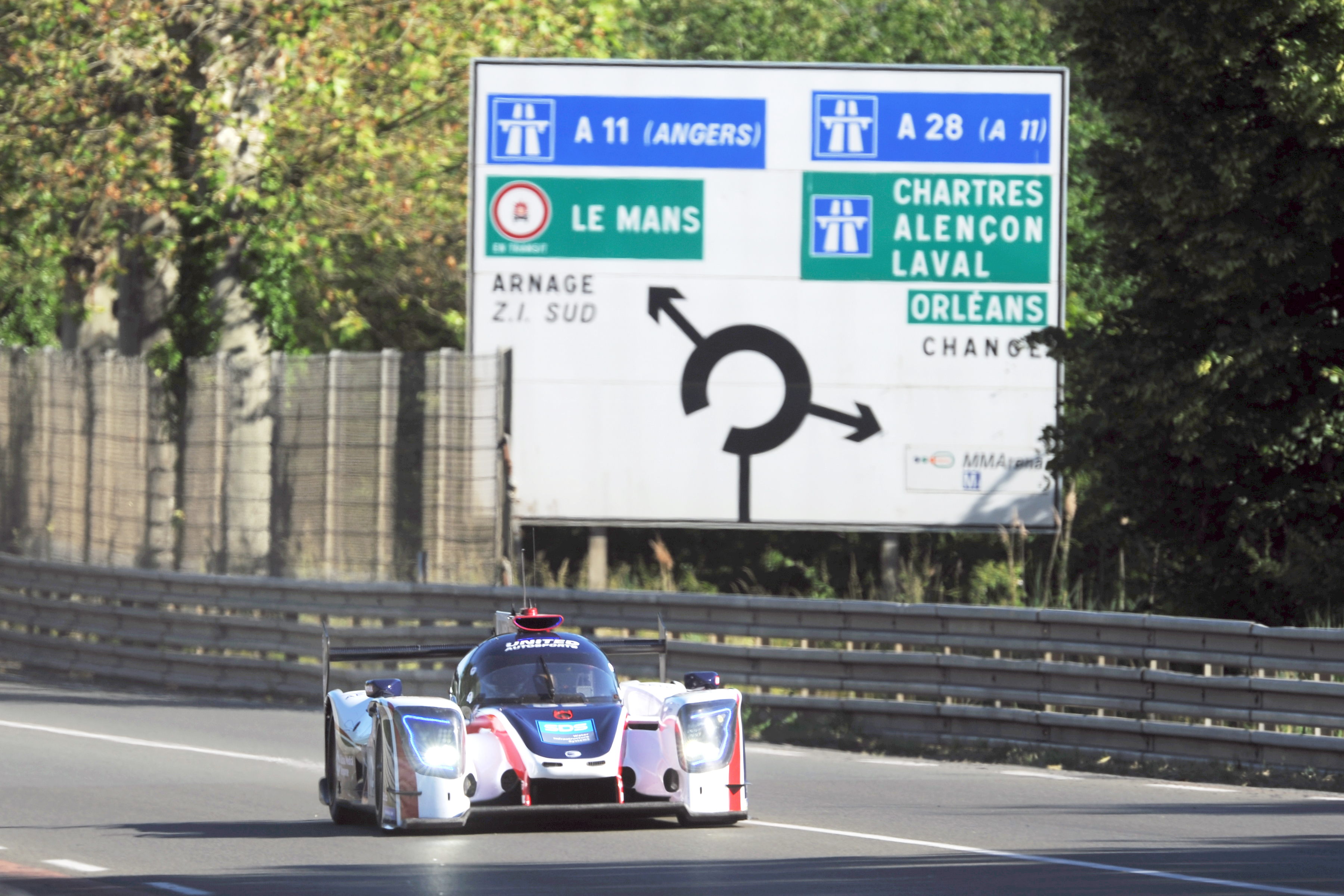
Il tratto iniziale dell'Hunaudières

Il rettilineo nella sua conformazione attuale ha inizio dopo la curva di Tertre Rouge, dove un filare di platani all'esterno del bordo sinistro della pista segna l'ingresso in una delle porzioni più caratteristiche del circuito. 

Dopo circa 2,5 km si giunge alla prima chicane destrorsa, dove in staccata si raggiungono le velocità più elevate della pista, l'area è identificata come la "zona del ristorante" per la presenza poco prima della chicane di un locale dedito alla ristorazione, che si affaccia ad una manciata di metri dalla sede stradale, preventivamente protetto con il montaggio di guardrail e reti di protezione nei periodi di gare. 

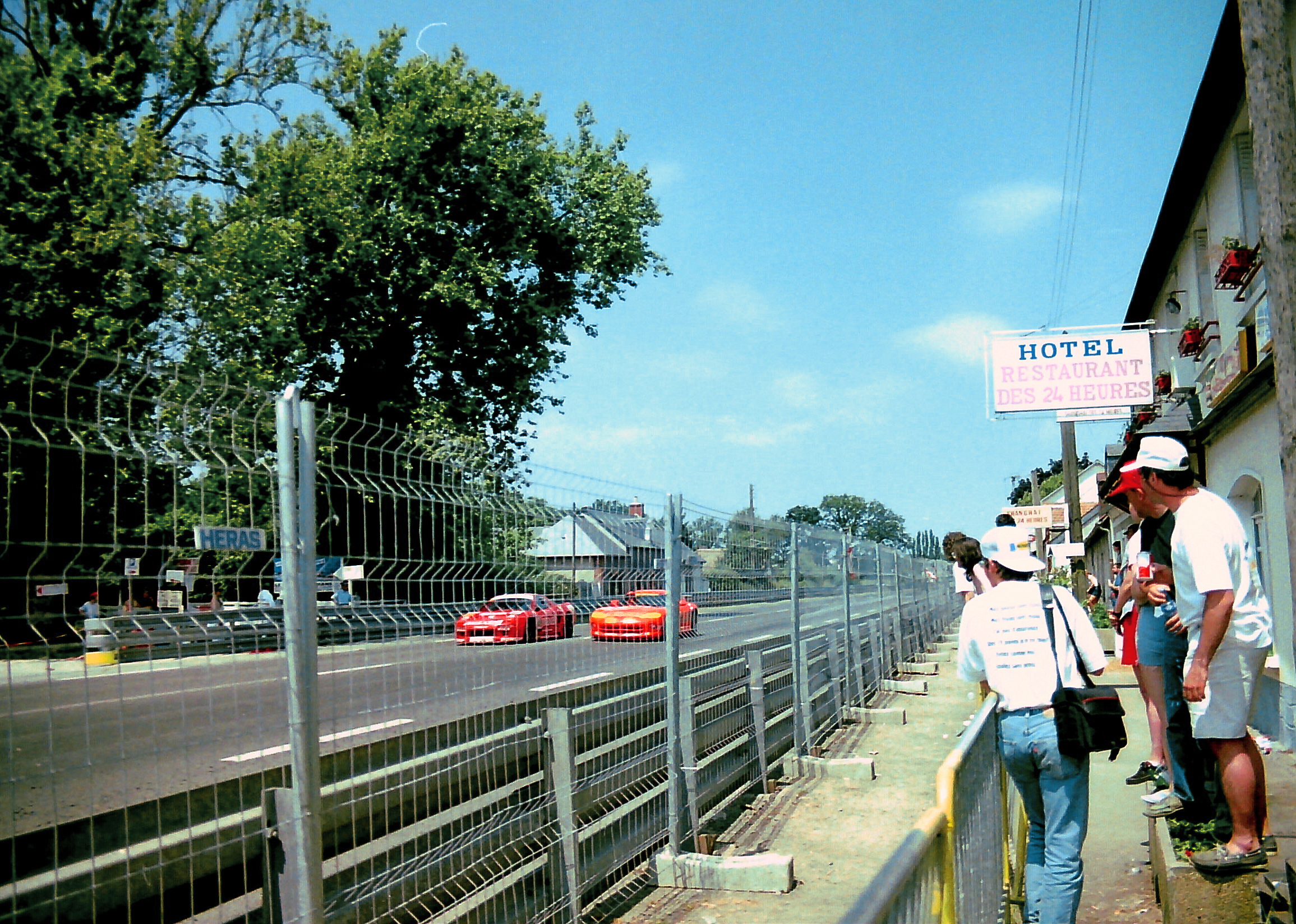
Vetture transitano nei pressi del ristorante

Dopo altri 2 km di rettilineo c'è una la seconda chicane sinistrorsa, passata la quale c'è una leggera piega a destra, definita in inglese "Mulsanne kink", attualmente semplice da percorrere per le vetture, ma fino al 1989, quando il rettilineo era ininterrotto, costituiva un punto insidioso, poiché mentre i piloti guidavano alle massime velocità dovevano correggere la traiettoria piegando a destra. 
Poco prima del termine dell'Hunaudières si passa il dosso di Mulsanne, anch'esso un tempo molto insidioso alle alte velocità di punta, sul quale si sono verificati decolli e ribaltamenti di vetture, per ragioni di sicurezza nel 2001 sono stati effettuati lavori di scavo che hanno abbassato la sede stradale di circa 2,5 metri e quindi addolcito il profilo del dosso, superato il quale si arriva alla curva Mulsanne dove termina il rettilineo.
Questa parte del percorso non si estende su una superficie perfettamente pianeggiante e sono presenti saliscendi e dossi di modesta pendenza. Per ragioni di sicurezza alcune parti del rettifilo sono interdette alla normale circolazione stradale, altre sono inaccessibili al pubblico quando sono in corso le prove, il warm-up e la gara.
Trattandosi di una porzione di una strada nazionale, la strada è fornita della segnaletica stradale orizzontale che divide in due corsie la carreggiata; durante la settimana della 24 Ore le porzioni nei pressi delle due chicane vengono riverniciate, tracciando le curve per evitare che i piloti seguano il normale tratto rettilineo.
Il fondo è realizzato con materiali di colori diversi: nel tratto centrale l'asfalto è scuro, mentre è rossastro ai bordi per delimitare la pista ciclabile. Oltre il bordo della superficie asfaltata ci sono fasce erbose delimitate da guard rail a tripla lama, per ragioni di sicurezza, i cartelli stradali verticali vengono temporaneamente rimossi dai bordi della sede stradale.
Negli ultimi anni, due intersezioni con altre strade nazionali sono state spostate a fianco del rettilineo storico, tali intersezioni del tipo a rotatoria sono state però realizzate alcune decine di metri a fianco degli incroci originali. La "D338", è stata così deviata e le due strade laterali la "D92" e il chemin de César scavalcano lo storico rettilineo.

## Velocità
Un rettilineo così lungo ha spinto i progettisti a sviluppare soluzioni aerodinamiche sempre più evolute, perché a Le Mans le elevate velocità di punta, vista la predominanza dei rettifili, sono più determinanti di quelle che si possono raggiungere in curva.
Con il progredire della tecnica, carrozzerie sempre più rastremate e affusolate e motori più spinti hanno consentito alle vetture di raggiungere velocità sempre più alte: già negli anni '50 si toccavano punte di 280 km/h e aumentarono fino al 1971 con la Porsche 917 che toccò i 362 km/h. Poi le modifiche apportate al percorso e al regolamento frenarono questa escalation, ma per poco, visto che la Renault superò nel 1978 il record di velocità della Porsche.
Con gli anni '80 si giunse al culmine delle prestazioni, i prototipi Gruppo C provvisti di aerodinamiche molto raffinate e motori molto potenti infransero anno dopo anno i record di velocità sino a quasi 400 km/h, per poi superarli, come nel caso della WM-P88 con 405 km/h durante la corsa del 1988.
Dopo queste prestazioni la FIA, per motivi di sicurezza, impose all'ACO di modificare questo tratto di percorso, pena l'esclusione dal Campionato del mondo sportprototipi.
Nel 1990 l'Hunaudières venne spezzato in tre tronconi con l'inserimento di due chicane; da allora i prototipi più veloci non sono in grado di raggiungere i picchi di velocità degli anni '80, poiché i tre rettilinei ora presenti sono troppo brevi, e inoltre i regolamenti hanno ridotto di molto le potenze massime dei motori.

## Le velocità più alte
La tabella sottostante riporta la progressione nell'incremento delle punte velocistiche registrate dalle vetture sul rettilineo delle Hunaudières a partire dal 1961 fino al 1989, ultimo anno prima dell'apposizione delle 2 chicane.
| Anno | Velocità massima in prova       | Note            | Velocità massima in gara        | Note           |
| ---- | ------------------------------- | --------------- | ------------------------------- | -------------- |
| 1961 | 280 km/h - Maserati             |                 | 265 km/h - Ferrari              |                |
| 1962 | 295 km/h - Ferrari              |                 | 280 km/h - Maserati             |                |
| 1963 | 302 km/h - Ferrari              |                 | 280 km/h - Aston Martin         |                |
| 1964 | 310 km/h - Ferrari              |                 | 310 km/h - Maserati             |                |
| 1966 | 320 km/h - Ford GT40            |                 | 325 km/h - Ford GT40            |                |
| 1967 | 340 km/h - Ford GT40            |                 | 343 km/h - Ford GT40            |                |
| 1971 | 359 km/h - Ferrari 512 M        |                 | 362 km/h - Porsche 917          |                |
| 1978 | 367 km/h - Renault Alpine A442B |                 | 362 km/h - Renault Alpine A442B |                |
| 1983 | 371 km/h - Porsche 956          |                 | 351 km/h - Porsche 956          |                |
| 1985 | 372 km/h - Porsche 956          |                 | 348 km/h - Cougar C12-Porsche   |                |
| 1986 | 374 km/h - Porsche 956          |                 | 358 km/h - Porsche 956          |                |
| 1987 | 381 km/h - WM P87-Peugeot       |                 | 379 km/h - WM P87-Peugeot       |                |
| 1988 | 391 km/h - Porsche 962C         |                 | 407 km/h - WM P88-Peugeot       | Record in gara |
| 1989 | 400 km/h - Sauber C9-Mercedes   | Record in prova | 389 km/h - Jaguar XJR-9         |                |

Con l'attuale conformazione del rettilineo delle Hunaudières dotato di 2 chicane, la velocità più alta è stata raggiunta dalla potente Nissan R90 toccando i 366 km/h nelle qualifiche della 24 Ore di Le Mans del 1990, in gara invece la Jaguar XJR-12 raggiunse i 353 km/h nella medesima edizione della maratona francese. Nel 2025, durante la gara, la Ferrari 499P pilotata da James Calado ha raggiunto una velocità massima di 364,2 km/h, picco velocistico in corsa da quando ci sono le 2 chicane.